# La Nuit obscure (film)
Pour les articles homonymes, voir La Nuit obscure (homonymie).
Pour plus de détails, voir Fiche technique et Distribution.
La Nuit obscure (La noche oscura) est un film franco-espagnol réalisé par Carlos Saura, sorti en 1989.

## Synopsis
Jean de la Croix (Juan Diego) a été arrêté pour ses idées de réforme monastique de l’Église catholique. Il rencontre Valier (Fernando Guillén), qui l'incite à écrire. Compte tenu de la vie misérable qu'il mène, Jean de la Croix se réfugie dans l'écriture et la poésie.

## Fiche technique
- Titre original : La noche oscura
- Titre français : La Nuit obscure
- Réalisation : Carlos Saura
- Scénario : Carlos Saura, d'après le livre éponyme de Jean de la Croix
- Direction artistique : Gerardo Vera
- Décors : Luis Vallés
- Costumes : Humberto Cornejo, Pilar Tavera
- Photographie : Teo Escamilla
- Montage : Pedro del Rey
- Musique : Compositeur
- Production : Andrés Vicente Gómez
- Production associée : Jean-Serge Breton, François Gere
- Sociétés de production : 
  - Espagne : Iberoamericana Films Producción, Televisión Española, New Deal
  - France : La Générale d'Images
- Société de distribution : Compañía Iberoamericana de TV
- Pays d’origine :  Espagne,  France
- Langue originale : espagnol
- Format : couleur (Eastmancolor) — 35 mm —  son Dolby
- Durée : 93 minutes
- Dates de sortie : Espagne : 23 février 1989

## Distribution
- Juan Diego : Juan de la Cruz
- Fernando Guillén : Vailer
- Manuel de Blas : Prieur
- Francisco Casares : Frère José
- Fermí Reixach : Frère Gerónimo Tostado
- Julie Delpy : Vierge Marie
- Abel Vitón : Frère Jacinto
- María Elena Flores : Mère supérieure
- Adolfo Thous : Frère María